# 무실초등학교
무실초등학교는 대한민국 강원특별자치도 원주시 무실동에 있는 초등학교이다.

## 학교 연혁
- 2002.01.17 학교 설립 계획 확정
- 2002.07.03 무실초등학교 설립 계획 확정
- 2003.08.31 무실초등학교 건축 착공
- 2004.12.19 무실초등학교 건축 준공
- 2005.03.01 초대 홍홍홍 교장 부임
- 2005.03.02 14학급 1032명 입학 및 시업식
- 2005.03.04 12학급 증설(총26학급)
- 2005.03.08 무실초등학교 병설유치원 개원(1학급 28명 입학식)
- 2005.04.28 무실초등학교 개교식
- 2006.02.17 제1회 졸업식(졸업생 125명)
- 2006.03.01 32학급 편성(6학급 증설)
- 2006.04.18 씨름부 창단식
- 2006.06.19 전국소년체전 금메달 획득(씨름)
- 2006.10.27 4층 6개교실 증축
- 2006.11.10 도서관 개관식 및 방과후 학교 발표회
- 2007.03.01 39학급 편성(7학급 증설)
- 2008.11.22 씨름장(꿈자람터) 준공
- 2010.03.01 제3대 융영식 교장 부임
- 2011.02.11 제 6회 졸업식(총 1,358명)
- 2011.03.01 42학급 편성(특수학급 1학급 개설 포함)
- 2012.02.10 제7회 졸업식(총 1,615명)
- 2013.07.05 강원도교육청, 학교폭력 있는 초등학교 선정
- 2012.03.01 초등·특수 총 40학급 편성(특수학급 1학급 포함)
- 2012.09.01 제 4대 응우엔 피응헉 교장 부임
- 2014.02.14 제9회 무실초등학교 졸업식(1,256명)
- 2015.02.13 제10회 무실초등학교 졸업식(207명)
- 2025.02.15 제20회 무실초등학교 졸업식(2명)
- 2025.03.01 개교 20주년